# كاسغان سفلي
كاسغان سفلي هي قرية في مقاطعة سميرم، إيران. يقدر عدد سكانها بـ 165 نسمة بحسب إحصاء 2016.